# Aphelasterias
Genre
Aphelasterias est un genre d'étoiles de mer de la famille des Asteriidae.

## Liste des espèces
Selon World Register of Marine Species (22 janvier 2015) :
- Aphelasterias changfengyingi Baranova & Wu, 1962
- Aphelasterias japonica (Bell, 1881)